# Regulador de tensión
Un regulador de tensión o regulador de voltaje es un dispositivo electrónico diseñado para mantener un nivel de tensión constante o regulable, en algunos casos, con un circuito integrado.
Los reguladores electrónicos de tensión se encuentran en dispositivos como las fuentes de alimentación de los computadores, donde estabilizan las tensiones de Corriente Continua usadas por el procesador y otros elementos. En los alternadores de los automóviles y en las plantas generadoras, los reguladores de tensión controlan la salida de la planta. En un sistema de distribución de energía eléctrica, los reguladores de tensión pueden instalarse en una subestación o junto con las líneas de distribución de forma que todos los consumidores reciban una tensión constante independientemente de cuanta potencia exista en la línea.

## Reguladores integrados
Hoy en día es más común encontrar en las fuentes de alimentación reguladores integrados, normalmente son componentes muy parecidos a los transistores de potencia, suelen tener tres terminales, uno de entrada, un común o masa, y uno de salida, tienen una capacidad de reducción del rizado muy alta y normalmente solo hay que conectarles un par de condensadores. Existen circuitos reguladores con un gran abanico de tensiones y corrientes de funcionamiento. La serie más conocida de reguladores integrados es la 78xx y la serie 79xx para tensiones negativas. Los de mayor potencia necesitarán un disipador de calor, este es el principal problema de los reguladores serie lineales tanto discretos como integrados, al estar en serie con la carga las caídas de tensión en sus componentes provocan grandes disipaciones de potencia. Normalmente estos reguladores no son buenos para aplicaciones de audio por el ruido que pueden introducir en preamplificadores. Para ello es mejor utilizar regulación con componentes discretos o reguladores tipo  LDO de bajo ruido.

## Reguladores conmutados
Los reguladores conmutados solucionan los problemas de los dispositivos anteriormente citados, poseen mayor rendimiento de conversión, ya que los transistores funcionan en conmutación, reduciendo así la potencia disipada en estos y el tamaño de los disipadores. Se pueden encontrar este tipo de fuentes en los ordenadores personales, en electrodomésticos, reproductores DVD, etc, una desventaja es la producción de ruido electromagnético generado por la conmutación a frecuencias elevadas, teniendo que apantallar y diseñar correctamente la PCB (Placa de Circuito Impreso) del convertidor.

## Reguladores electromecánicos
Los reguladores electromecánicos basan su principio de funcionamiento en un auto transformador de columna, sobre la cual se dispone un cursor accionado por un servomotor, que en su recorrido suma o resta espiras. Este movimiento de auto ajuste es controlado por un comando electrónico, que se activa cada vez que la tensión de salida se desvía de su valor de calibración, ajustándose automáticamente y con ello mantiene permanentemente la tensión de salida estable, la respuesta es lenta a las variaciones rápidas de tensión. Las ventajas que ofrece este principio son que cuenta con una alta precisión (1,5 %) y eficiencia del 99 %, teniendo capacidad de sobrecarga de hasta 500 % sin generación de contenido armónico, sin embargo aunque no genera ruido armónico tampoco lo elimina. Su vida útil es mayor a 25 años en funcionamiento continuo a plena carga por su diseño y robustez.

## Estabilizadores de tensión alterna

### Regulador de tensión de corriente alterna por inducción
Este es un tipo antiguo de regulador usado en 1920 que usa el principio de una espira en una posición fija y una espira secundaria que puede rotarse en un eje en paralelo con la espira fija.
Cuando la espira movible se posicionan perpendicular a la espira fija, las fuerzas magnéticas que actúan sobre la espira movible balancean entre sí y la tensión de salida no cambia. Al rotar la espira en una dirección o alejarla de la posición central incrementará o reducirá la tensión en la espira secundaria movible.
Este tipo de regulador puede automatizarse por medio de un mecanismo servo controlado para cambiar la posición de la espira movible logrando así que la tensión se incremente o disminuya. Un mecanismo de frenado se usa para mantener a la espira movible en la posición que queda en contra de las fuerzas magnéticas que actúan en la espira.

### Regulador ferroresonante
Los reguladores ferroresonantes. La ferroresonancia es la propiedad del diseño de un transformador en el cual el transformador contiene dos patrones magnéticos separados con acoplamiento limitado entre ellos. La salida contiene un circuito resonante paralelo que toma su potencia del primario para reemplazar la potencia entregada a la carga. Hay que notar que la resonancia en la ferroresonancia es similar a aquella en los circuitos lineales con condensadores o inductores en serie o paralelo, en donde la impedancia tiene un pico a una frecuencia en particular. En un circuito no lineal, como el que se usa en los transformadores ferroresonantes, la resonancia se usa para reducir los cambios en la tensión de alimentación para suministrar una tensión más constante a la carga.

## Ejemplos de regulación

### Regulador Zener

Circuito regulador Diodo Zener.

Es el regulador de tensión más sencillo. Consiste en una resistencia serie de entrada y el diodo zener en paralelo con la carga como se muestra en la siguiente imagen.
Cuando la tensión de entrada aumenta se produce un aumento de la corriente de entrada, como la tensión del diodo zener es constante, absorbe el exceso de corriente, mientras la resistencia de entrada absorbe esta variación de tensión. Si se produce una disminución de la tensión de entrada la caída de tensión en la resistencia de entrada disminuirá, compensando la disminución inicial, por el zener circulará menor corriente. 
Del circuito se deduce que para que el zener estabilice correctamente, la tensión mínima a su entrada (UIN), debe ser mayor que la tensión de referencia del zener (Vz). También hay un límite de tensión máxima debida a las limitaciones de potencia del dispositivo. Si se cumplen estas premisas, la tensión en la carga será muy aproximada igual a la del zener.
Las ecuaciones básicas del circuito son las siguientes:
{\displaystyle Vin=Vr+Vz}
Donde Vin es la tensión de entrada, Vr la tensión en la resistencia serie y Vz la tensión del zener
o de la resistencia de carga.
{\displaystyle Ie=Iz+Is}
Donde Ie es la corriente de entrada, Iz la corriente por el zener e Is la corriente por la carga.

### Regulador a transistor

Diagrama de un circuito regulador transistor.

Este tipo de regulador utiliza un transistor en serie con la carga, como puede observarse en el esquema.
En este circuito la corriente de entrada sigue los cambios de la corriente por la carga, pero en el regulador paralelo la corriente por la carga se mantenía constante. Al sustituir la resistencia serie por un transistor, este regulador tiene un mayor rendimiento que el anteriormente visto, por lo que se utiliza en circuitos de mayor potencia.
Si se produce una baja en el valor de la resistencia de carga, la corriente de entrada al circuito estabilizador aumenta, también aumenta la corriente por la resistencia Rv: como el diodo zener mantiene su tensión constante, aumenta la caída de tensión en Rv, con lo que la tensión colector-base del transistor aumenta, volviéndose menos conductivo y estabilizando el aumento inicial de corriente.

## Características técnicas para la calidad de regulación
Para que la tensión de salida siempre se mantenga constante, la regulación se especifica por dos medidas:
- Regulación de carga es el cambio en la tensión de salida para un cambio dado en la corriente de carga (Por ejemplo: "típicamente 15 mV, máximo 100 mV para corrientes de carga entre 5 mA y 1,4 A, en alguna temperatura específica y tensión de entrada")
- Regulación de línea o regulación de entrada es el grado al cual la tensión de entrada cambia con la tensión de salida. Es decir, cómo una relación del cambio entre tensión de entrada y de salida (por ejemplo, "Típicamente 13 V/V"), o el cambio de tensión de salida sobre el rango de tensión de entrada especificado ( por ejemplo "más o menos el 2 % de la tensión de entrada entre 90 V y 260 V, 50-60 Hz").

Otros parámetros importantes son:
- Coeficiente de temperatura: de la tensión de salida es el cambio en la tensión de salida con la temperatura (probablemente un promedio dentro de un rango de temperatura).
- Precisión de la tensión de un regulador de tensión refleja el error en la tensión de salida sin tomar en cuenta la temperatura o el tiempo de funcionamiento del mismo.
- Tensión de caída es la diferencia mínima entre la tensión de entrada y la tensión de salida para el cual el regulador puede aún suministrar la corriente especificada. Un regulador de baja caída está diseñado para trabajar bien incluso con una alimentación de entrada de solamente un voltio o menor a la tensión de salida. La diferencia de entrada-salida en el que el regulador de tensión no mantendrá la regulación es la tensión de caída. Mayor reducción en la tensión de entrada producirá una tensión de salida reducido. Este valor depende de la corriente de carga y de la temperatura máxima.
- Valores máximos permitidos están definidos para los componentes del regulador, y especifican las corrientes de salida pico que pueden usarse, la tensión máxima de entrada, la disipación máxima de potencia dada una temperatura, etc.
- Ruido de salida (ruido blanco térmico) e impedancia dinámica de salida puede definirse en un gráfico en contra de la frecuencia, mientras que el rizo de salida puede darse como tensión pico a pico o tensión RMS,  o en términos de su espectro.
- Corriente de consumo es la corriente que pasa internamente por el circuito que no se va para la carga, medido normalmente como la corriente de entrada cuando no hay una carga conectada. Es además un signo de eficiencia, algunos reguladores lineales son más eficientes con cargas de corriente baja que las fuentes conmutadas.
- Respuesta transitoria es la reacción del regulador cuando hay un cambio súbito de la corriente de carga (carga transitoria) o en la tensión de entrada (línea transitoria). Algunos reguladores tienden a oscilar o al tener una respuesta lenta de tiempo que en muchos casos puede tener resultados no deseados. Este valor es diferente de los parámetros de regulación, ya que estos hablan del regulador en un estado estable. La respuesta transitoria muestra el comportamiento del regulador frente a un cambio. Esta información se provee en la documentación técnica de un regulador y también depende de la capacitancia de salida.
- Protección de inserción en espejo significa que un regulador puede soportar la circunstancia de ser conectado en espejo, es decir, con tensión en su terminal de salida (no mayor que la tensión de entrada máxima absoluta) y el terminal de entrada desconectado, con una tensión menor o a tierra. Algunos reguladores pueden tolerar esta situación de manera continua, otros la soportan por períodos limitados, como por ejemplo 60 segundos (ver hoja de especificaciones técnicas). Es importante este tipo de protección si el regulador se monta en una placa de circuitos al revés de como debería, en este caso el dispositivo queda con la salida conectada a tensión continua no regulada y la entrada conectada a la carga. Otro caso relevante es cuando el regulador se usa en un circuito para carga de baterías, en caso de que caiga la tensión de alimentación y la salida permanezca a tensión de batería.

Se puede hacer un regulador simple con una resistencia en serie con un diodo (o serie de diodos). Debido a la curva característica del diodo, su tensión en bornes cambia ligeramente al variar la corriente que pasa por él. Cuando no se necesite precisión extrema en la tensión el diseño puede funcionar.
Los reguladores de tensión retroalimentados operan midiendo la diferencia entre la tensión real de salida y una tensión de referencia, amplificándola y utilizándola para controlar el elemento regulador de forma que ésta diferencia se reduzca, formando así un lazo de control de retroalimentación negativa. En estos lazos de control, a mayor ganancia (razón de amplificación ya mencionada) se obtiene mayor precisión de regulación pero menor estabilidad, en particular se debe evitar la oscilación de la tensión de salida ante cambios en escalón de los parámetros de entrada o de la carga. También existe un compromiso entre la estabilidad y la velocidad de respuesta a los cambios.